# Orehovec (Kostanjevica na Krki)
Orehovec (Duits: Nußdorf bei Gurkfeld) is een plaats in Slovenië en maakt deel uit van de gemeente Kostanjevica na Krki in de NUTS-3-regio Spodnjeposavska. De plaats telde 223 inwoners op 1 januari 2020.

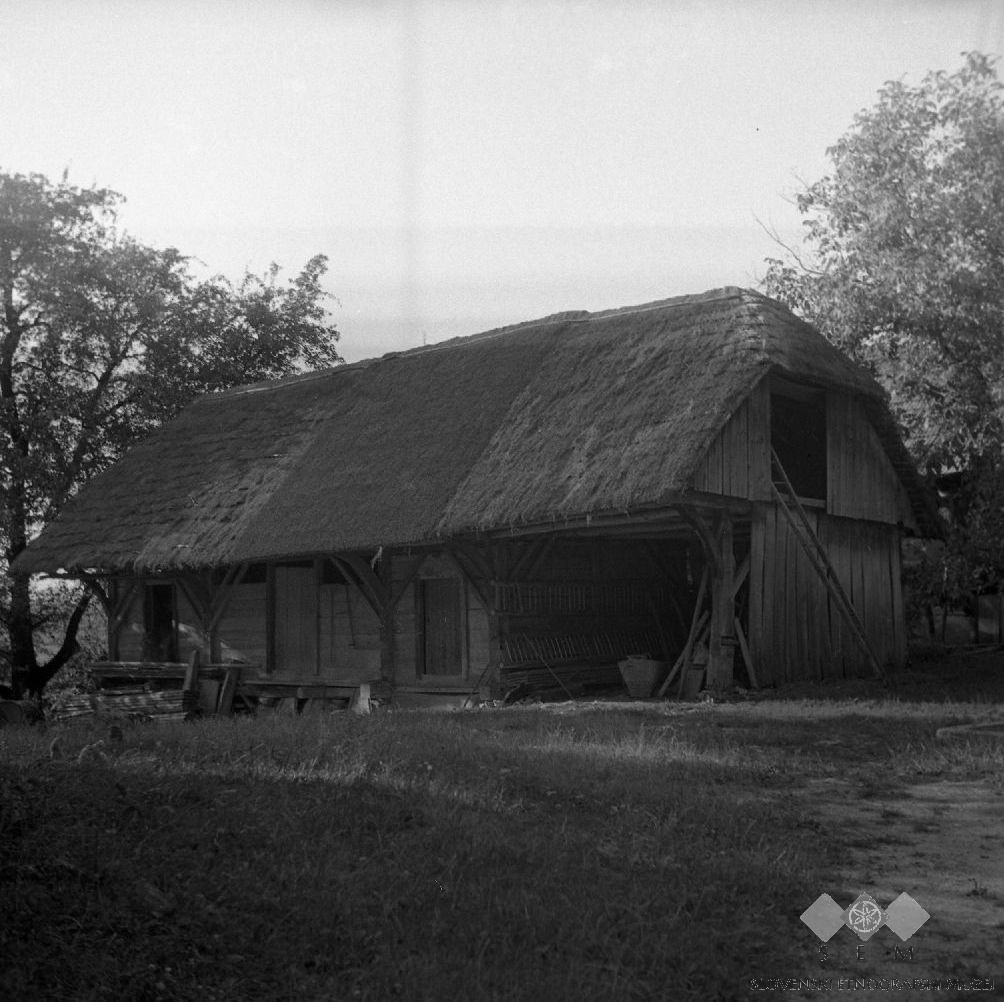
Oude schuur